# Holorusia mitra
Holorusia mitra är en tvåvingeart som beskrevs av Alexander 1969. Holorusia mitra ingår i släktet Holorusia och familjen storharkrankar. Inga underarter finns listade i Catalogue of Life.